# NGC 4083
NGC 4083 ist eine linsenförmige Galaxie vom Hubble-Typ S0 im Sternbild Jungfrau. Sie ist schätzungsweise 444 Millionen Lichtjahre von der Milchstraße entfernt.
Das Objekt wurde am 25. März 1865 von Albert Marth entdeckt.